# 德拉门
德拉门（挪威語：Drammen，發音：[ˈdrɑ̀mːən] ⓘ），是挪威布斯克吕郡的市镇。市镇面积为137平方公里，2023年人口数量为104,109人。德拉门為河邊港口城市，位於挪威東邊最人口密集的地方，該國首都奧斯陸的西南方約44公里外。